# Eddy Hamel

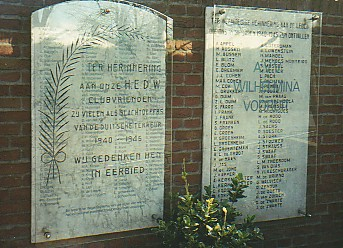
Monument voor joodse slachtoffers van WV-HEDW, waar Hamel coach was

Edward (Eddy) Hamel (New York, 21 oktober 1902 – Auschwitz, 30 april 1943) was een Amerikaans-Nederlands voetballer. Hamel was het enige Joodse slachtoffer van de nazi's in de Tweede Wereldoorlog die in het eerste team van AFC Ajax gespeeld had.

## Loopbaan
Eddy Hamel was de zoon van een diamantslijper en werd geboren in de Upper East Side in Manhattan (New York). Hij had de Amerikaanse nationaliteit. Zijn Nederlandse ouders waren een jaar voor zijn geboorte naar de Verenigde Staten geëmigreerd. In 1903 vertrok het gezin echter al weer terug naar Nederland, waar Eddy opgroeide in Amsterdam. Hij speelde aanvankelijk voetbal bij AFC, maar verhuisde later naar Ajax.

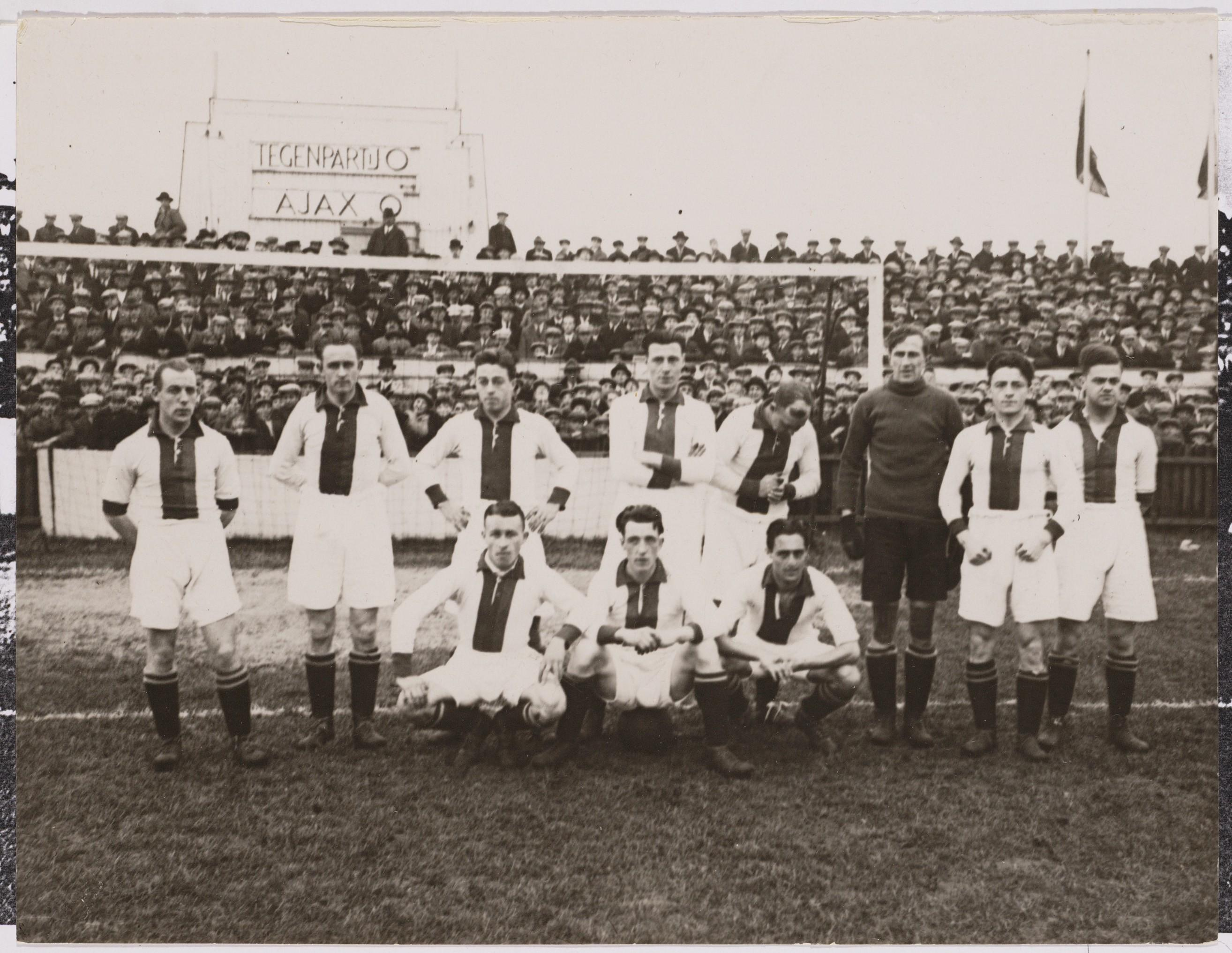
Ajax met Hamel, rechtsonder (1926)

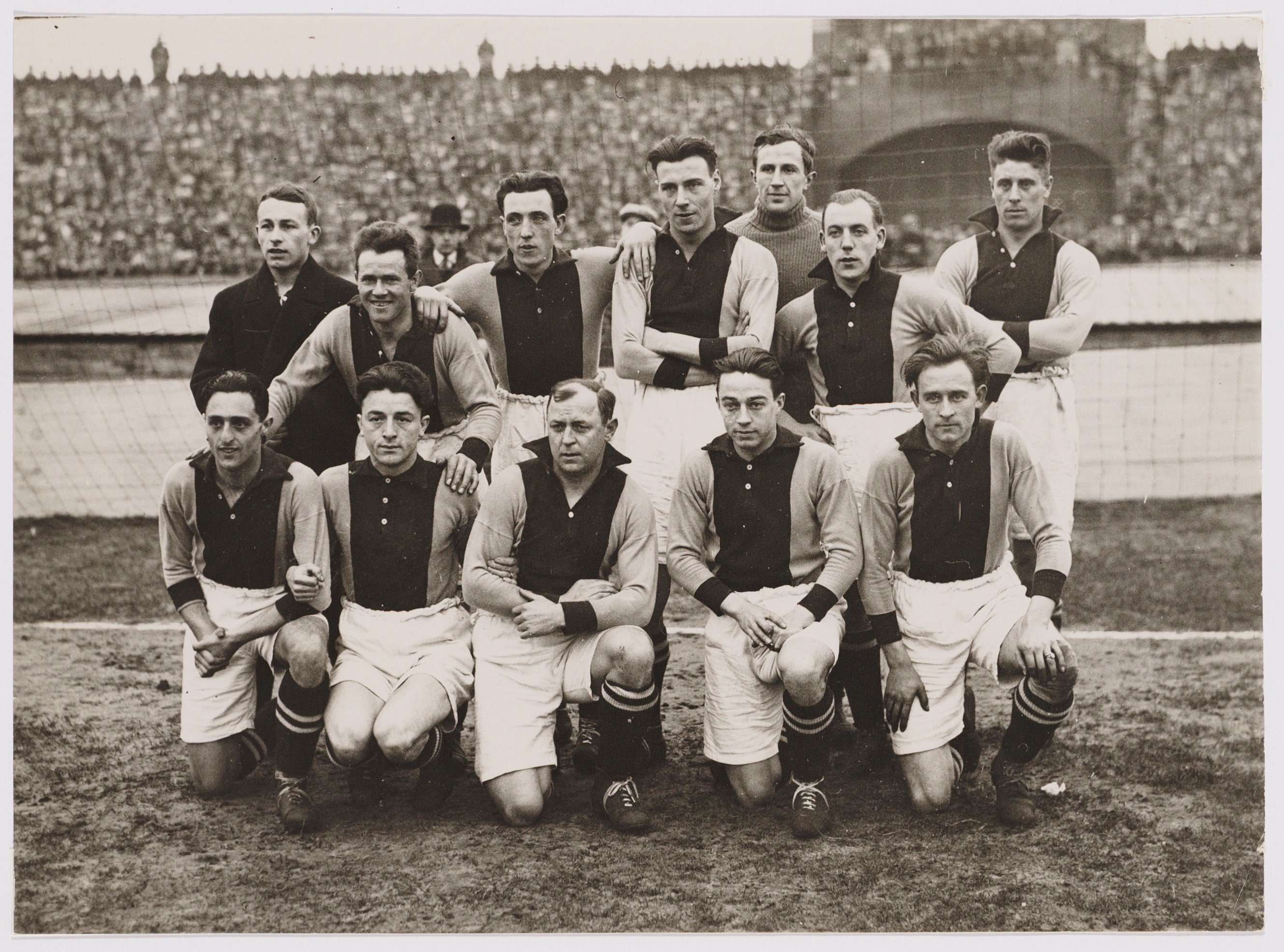
Ajax met Hamel linksonder (1927)

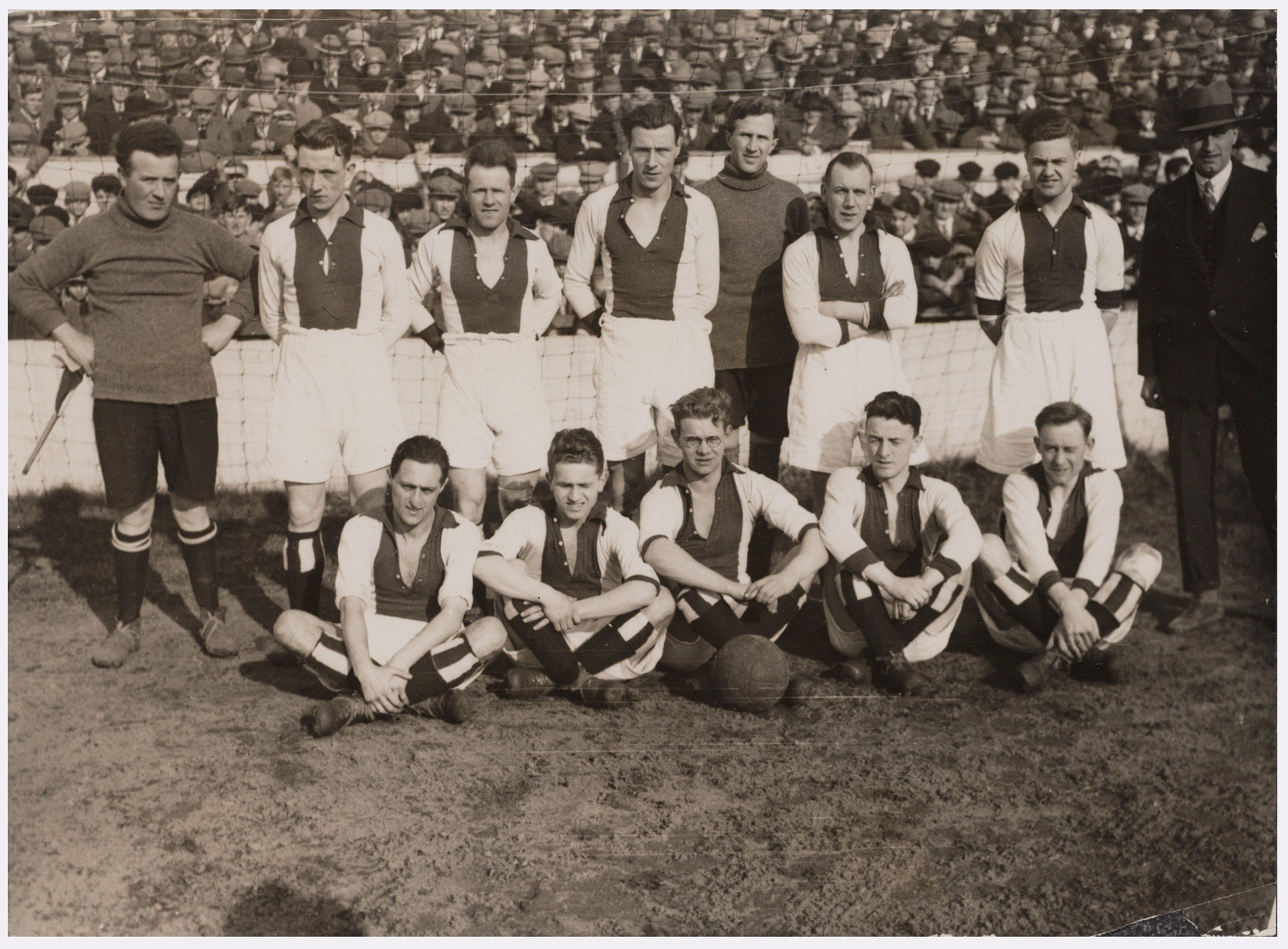
Ajax elftal met Hamel, linksonder (1928)

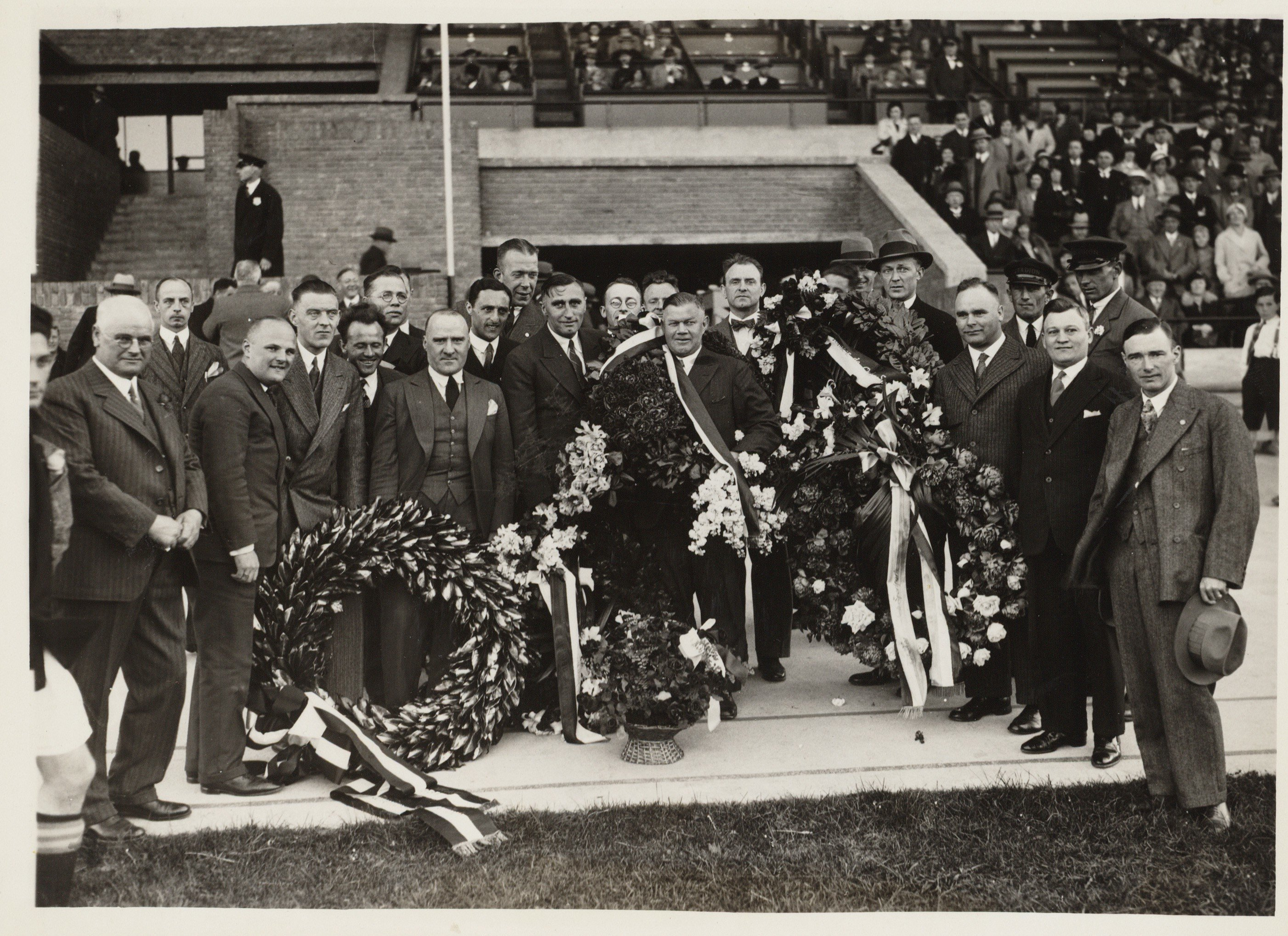
Hamel midden achterin te zien bij huldiging trainer Jack Reynolds (1931)

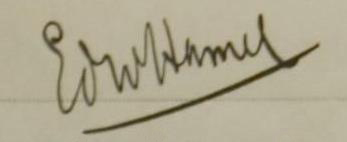
handtekening van Hamel

Tussen 1922 en 1930 speelde hij als rechtsbuiten 125 wedstrijden voor Ajax. In deze periode kreeg hij de bijnaam Belhamel. Hij maakte acht doelpunten, waarvan vijf in het seizoen 1926/1927. Een knieblessure beëindigde zijn actieve loopbaan. Hierna speelde hij nog wedstrijden in het veteranenteam van Ajax. Hij werd coach van Zeeburgia en KVV en drie jaar van Alcmaria Victrix in Alkmaar. Gelijktijdig met Alcmaria was hij trainer van RKAV Volendam en De Kennemers. Bij deze laatste club volgde hij in 1934 Wim de Bois op. Later was hij coach van de (joodse) voetbalclub HEDW te Amsterdam. Hamel woonde niet in de Jodenbuurt maar aan de Amstelkade in het nette Amsterdam-Zuid.

## Tweede Wereldoorlog
In oktober 1942 werd Hamel opgepakt door de Duitsers omdat hij geen jodenster droeg. Samen met zijn gezin werd hij op transport gezet naar Kamp Westerbork. Hij kon niet aantonen dat hij Amerikaans staatsburger was. Indien hij de beschikking zou hebben gehad over zijn Amerikaanse paspoort, was hij mogelijk geplaatst in een beter kamp zodat hij kon worden geruild tegen Duitse krijgsgevangenen. Na een verblijf van enkele maanden in Westerbork kwam hij in januari 1943 in Auschwitz terecht, waar hij te werk werd gesteld. In april 1943 kwam hij door vergassing om het leven. Ook zijn vrouw Johanna Wijnberg, hun kinderen Robert en Paul (een tweeling) en Hamels ouders kwamen om in concentratiekampen, zijn vrouw en kinderen waarschijnlijk al op de dag van aankomst in Auschwitz.

## Herinnering
Hamel is een van de officieel Joodse spelers van het eerste elftal Ajax. Bij discussies over het Joodse imago van de club en de geuzennaam "Joden" van de Ajax supporters wordt hij steevast ter sprake gebracht. Zijn voormalige ploeggenoot Wim Anderiesen herinnerde zich Eddy Hamel als een van de betere spelers waarmee hij gespeeld heeft. De andere vooroorlogse Joodse speler van het eerste elftal van Ajax, Johnny Roeg, overleefde de oorlog door onder te duiken. Hamel heeft enkele jaren samengespeeld met Joop Pelser, die bestuurslid werd toen Hamel in het eerste elftal speelde. Pelser is na de oorlog veroordeeld voor collaboratie met de bezetter.
Holocaustoverlevende Leon Greenman (1910-2008) trok in Auschwitz veel op met Hamel. Over deze periode schreef hij het in 2001 gepubliceerde boek An Englishman in Auschwitz.